# Ionuț Botezatu

a Compétitions nationales et continentales officielles uniquement.

b Matchs officiels uniquement.
Dernière mise à jour le 6 décembre 2022.
Ionuț Botezatu, né le 12 décembre 1987 à Pașcani (Roumanie), est un joueur roumain de rugby à XV évoluant au poste d'ailier ou d'arrière avec la Roumanie et avec le CSM Baia Mare.

## Carrière

### En club
- 2009-en cours : CSM Baia Mare
- 2009-2015 : Bucarest Wolves

- Vainqueur du championnat de Roumanie en 2009, 2010 et 2011 avec le CSM Baia Mare.

### En sélection nationale
Il dispute son premier match avec l'équipe de Roumanie le 14 février 2009 contre l'équipe d'Allemagne. 
Malgré une polyvalence et un talent certain, il est peu appelé en sélection subissant la concurrence aux deux postes (Fercu et Lemnaru notamment).
(au 06/12/22).
- 34 sélections de 2009 à 2016.
- 15 points (3 essais).

- sélections par année : 4 en 2009, 6 en 2010, 1 en 2011, 5 en 2012, 1 en 2013, 2 en 2014, 12 en 2015, 3 en 2016

- Coupe du monde disputé : 2015 (4 matchs)